# Schierke
Schierke is een plaats en voormalige gemeente in de Duitse deelstaat Saksen-Anhalt en maakt deel uit van de Landkreis Harz.
Schierke telt zo'n 700 inwoners. Het plaatsje, fraai gelegen in het Harzgebergte, was in de DDR-tijd een populair vakantieoord voor trouwe leden van de communistische partij. Het dorp lag direct aan het IJzeren Gordijn (spergebied) en was niet voor alle Oost-Duitse burgers zomaar toegankelijk.
Schierke heeft een station aan de Brockenbahn, een zijlijn van de Harzer Schmalspurbahnen. Het is het laatste station voor de top van de Brocken.

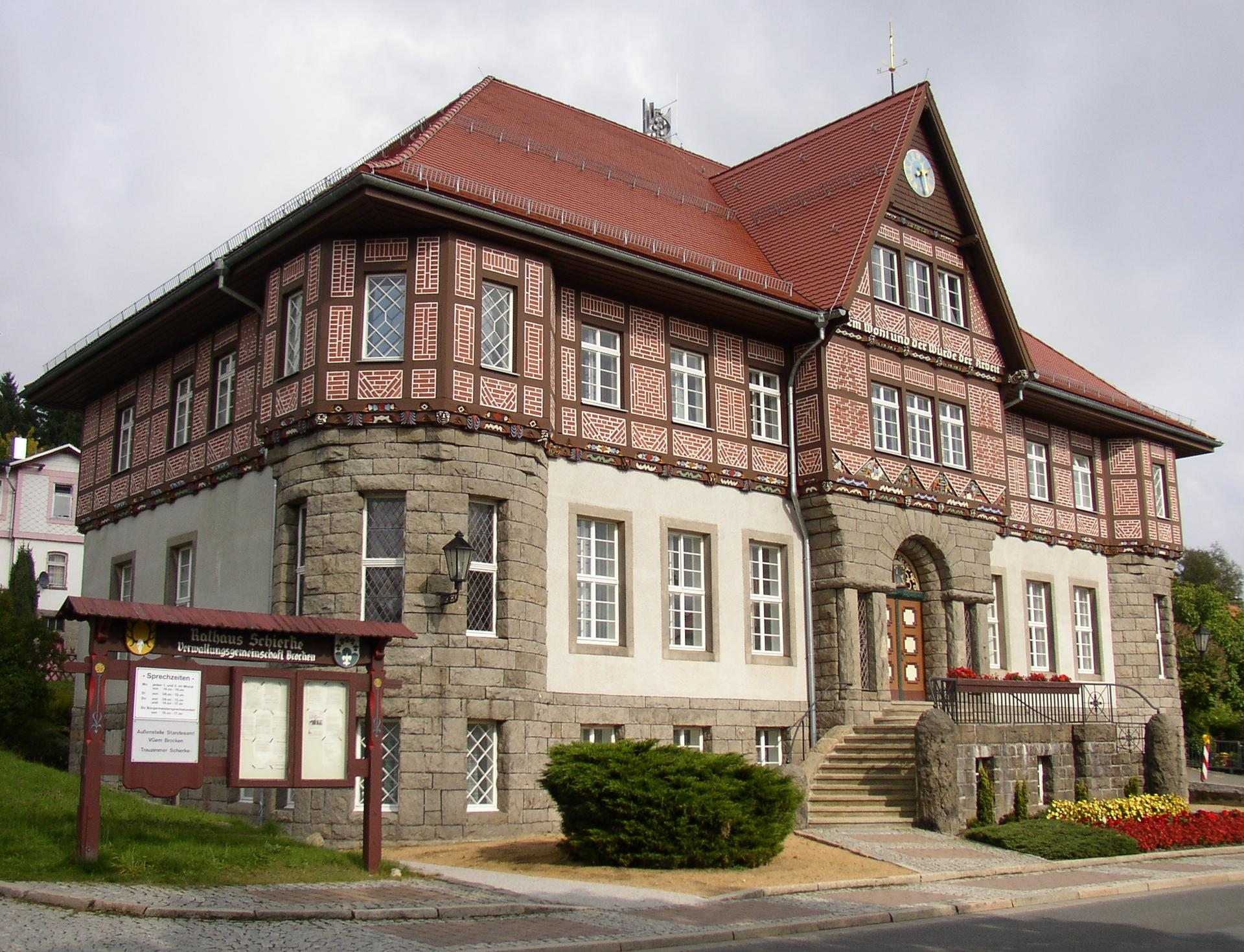
Gemeentehuis van Schierke